# Parathesis serrulata
Parathesis serrulata là một loài thực vật có hoa trong họ Anh thảo. Loài này được (Sw.) Mez mô tả khoa học đầu tiên năm 1901.